# Elibia dolichus
Elibia dolichus là một loài bướm đêm thuộc họ Sphingidae. Nó được tìm thấy ở Nepal, đông bắc Ấn Độ, Bangladesh, Thái Lan, miền nam Trung Quốc, Malaysia (Peninsular, Sarawak, Sabah), Indonesia (Sumatra, Kalimantan, Java) to Philippines (đảo Palawan).

## Sự miêu tả

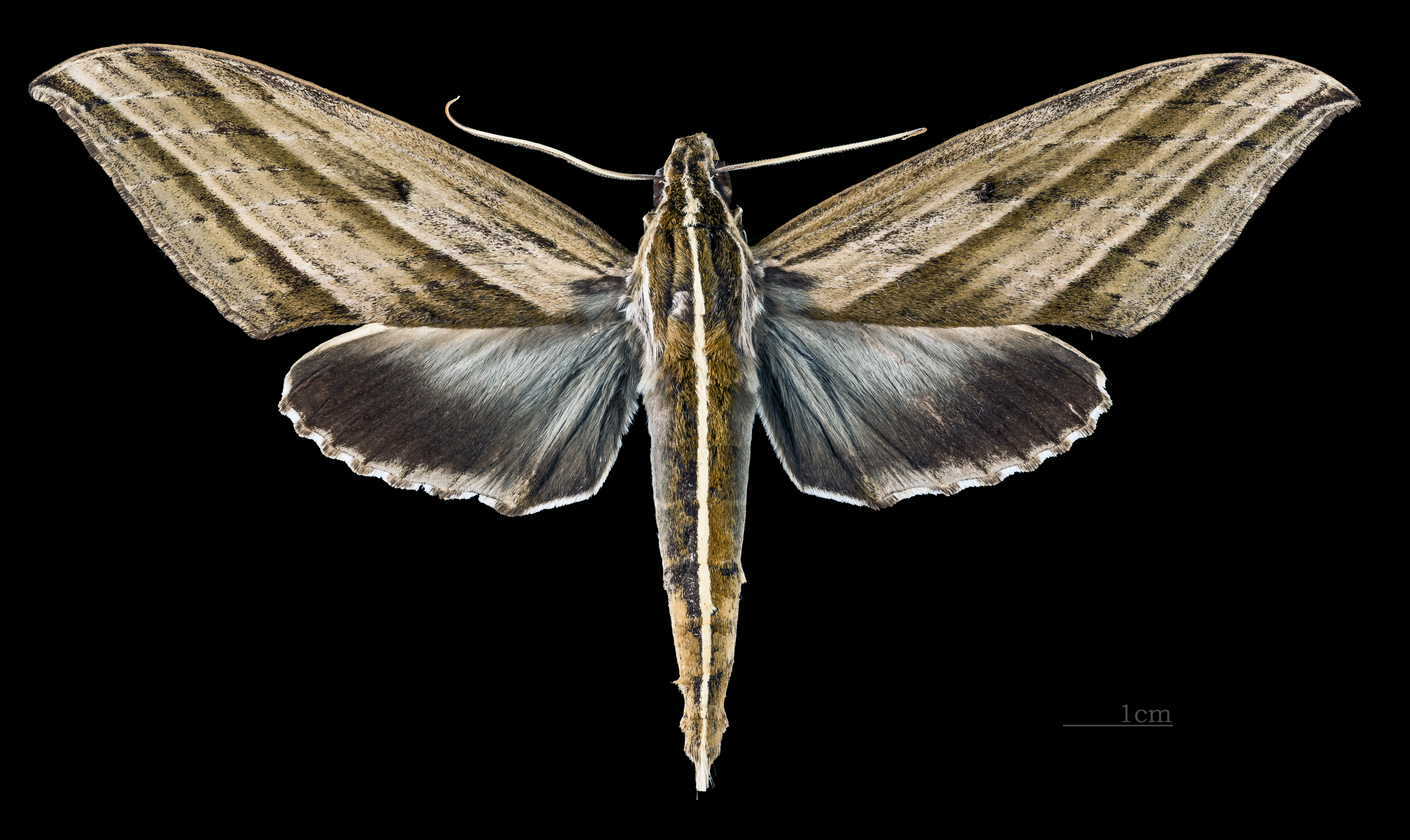
Elibia dolichus ♂
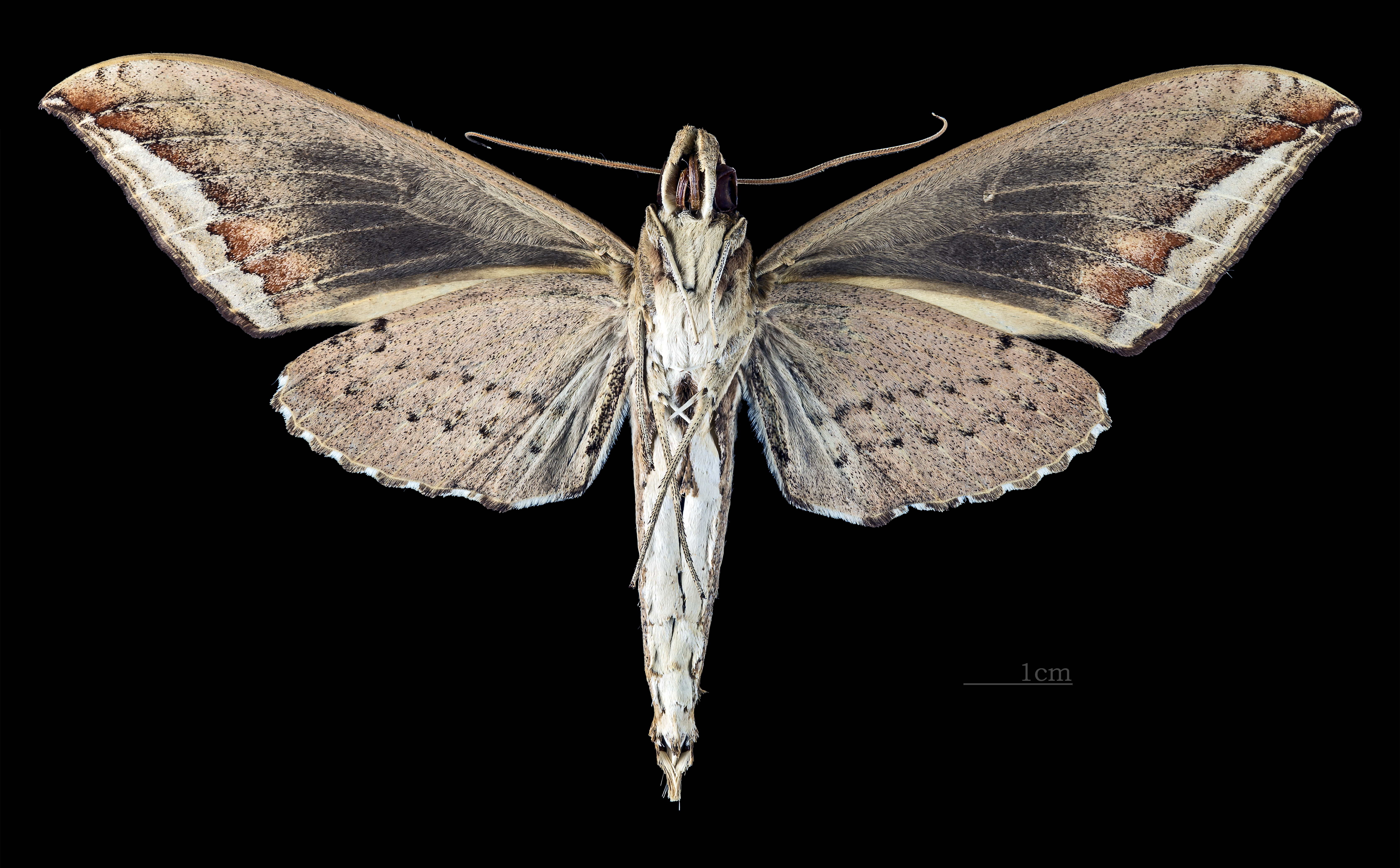
Elibia dolichus ♂ △
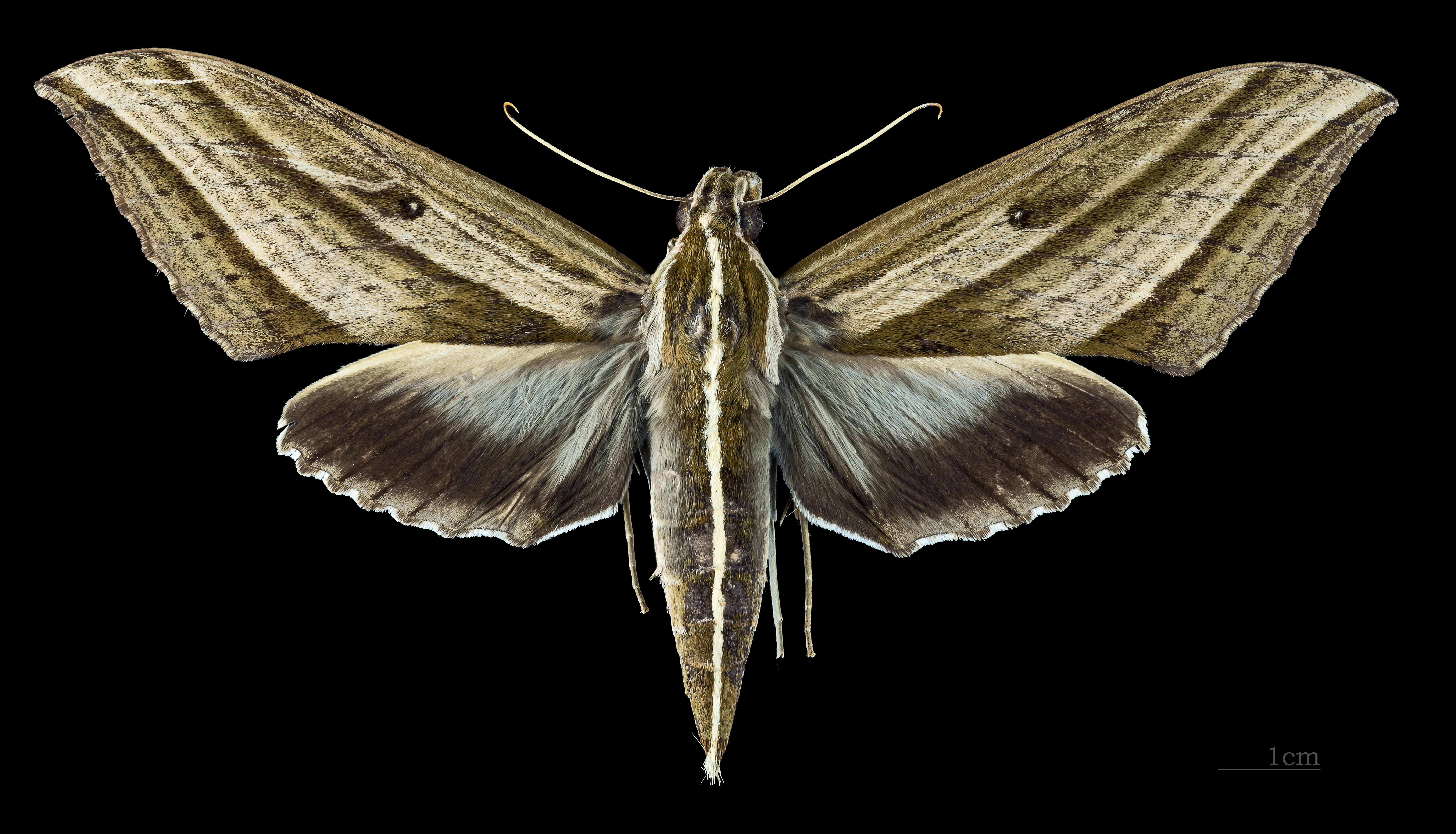
Elibia dolichus ♀
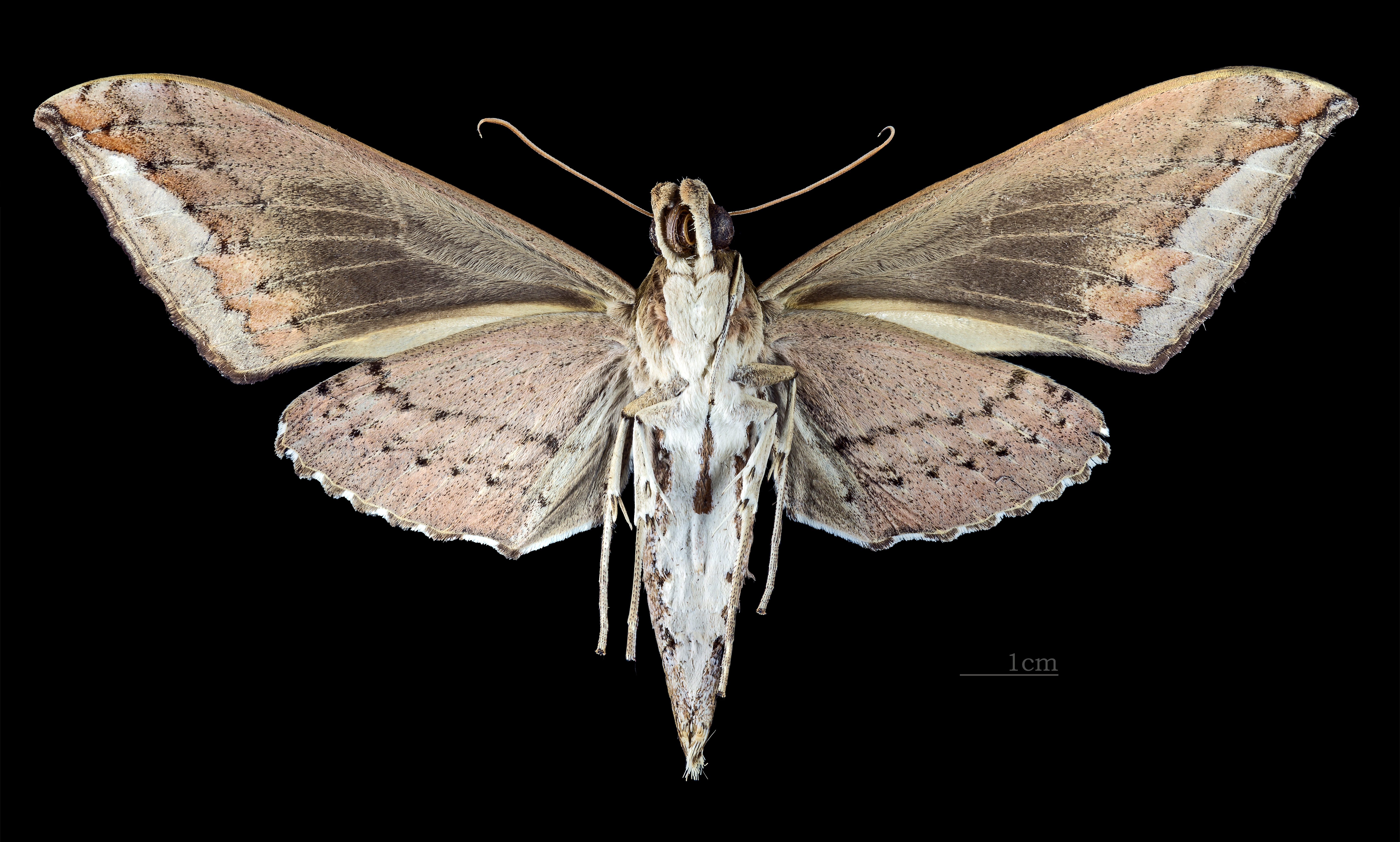
Elibia dolichus ♀ △

Sải cánh dài 120–146 mm.
Ấu trùng ăn các loài Saurauia, Leea, Cayratia và Tetrastigma.

## Hình ảnh

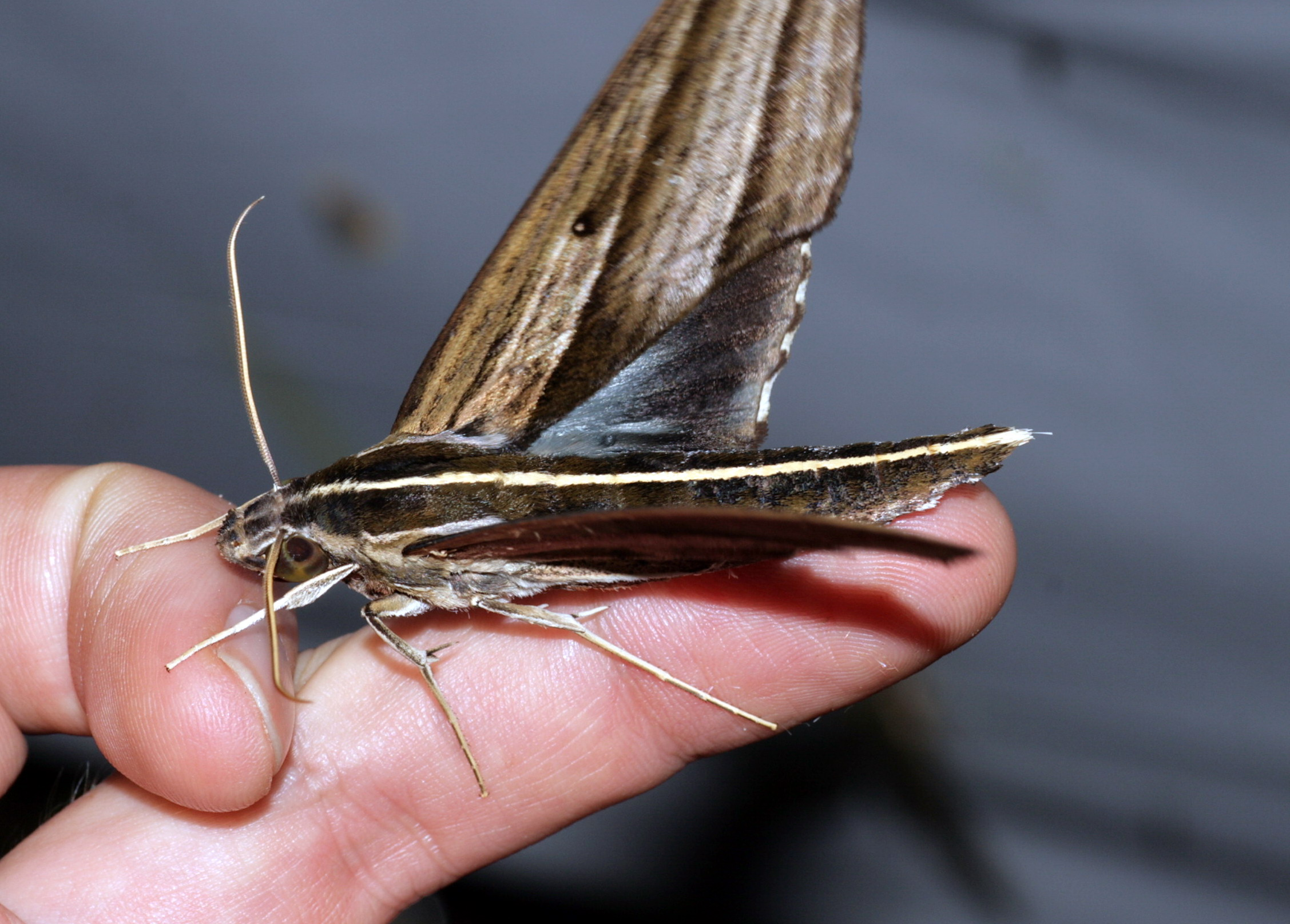